# My Life Is Murder
My Life Is Murder, ou Le Goût du crime au Québec, est une série télévisée policière australienne et néo-zélandaise diffusée depuis le 17 juillet 2019 sur Network 10 et TVNZ 1, le 5 août 2019 aux États-Unis sur Acorn TV (en), chaîne de streaming du groupe AMC Networks, et le 24 septembre 2019 au Royaume-Uni sur Alibi.
En France, la série est diffusée depuis le 3 janvier 2022 sur 13e rue, en Suisse le 22 mai 2022 sur RTS Un, et au Québec depuis le 15 septembre 2022 sur AddikTV.

## Synopsis
La série raconte les aventures d'Alexa Crowe, une ancienne policière d'origine néo-zélandaise qui travaille comme consultante pour la police de Melbourne. Elle enquête sur des affaires de meurtre non élucidées que lui transmet un ancien collègue, l'inspecteur Kieran Hussey. Elle est épaulée dans ses investigations par Madison Feliciano, une ancienne hackeuse entrée dans la police scientifique à seize ans pour éviter une inculpation. Veuve depuis quelques années, Alexa se change les idées en fabriquant du pain au levain qu'elle livre au Baristas Café, tenu par George Stathopoulos.
Dans la seconde saison de la série, Alexa retourne vivre dans son pays natal pour se rapprocher de son frère Will, emprisonné pour escroquerie. Installée à Auckland, elle continue ses enquêtes, cette fois pour le compte de l'inspecteur Harry Henare, une relation de Kieran qui lui soumet des affaires de mort suspecte. Madison, en congés de longue durée, vient habiter chez elle et l'assiste à nouveau. Alexa fabrique toujours du pain qu'elle livre désormais à Reuben Wulf, propriétaire du Reuben's.

## Distribution

### Principaux
- Lucy Lawless (VF : Céline Monsarrat) : Alexa Crowe
- Ebony Vagulans (VF : Déborah Claude) : Madison Feliciano, l'assistante d'Alexa
- Bernard Curry (en) (VF : Alexis Victor) : l'inspecteur Kieran Hussey
- Rawiri Jobe (VF : Jérémy Bardeau) : l'inspecteur Harry Henare (saison 2)
- Alex Andreas (en) (VF : Pascal Nowak) : George Stathopoulos, le propriétaire du Baristas Café (saison 1)
- Joe Naufahu (en) (VF : Benjamin Lhommas) : Reuben Wulf, le propriétaire du Reuben's (saison 2)

### Récurrents
- Dilruk Jayasinha (en) : Dr Suresh (saison 1)
- Kate McCartney : Dawn, la voisine d'Alexa (saison 1)
- Martin Henderson : Will Crowe, le frère d'Alexa (saison 2)
- Todd River : « Capitaine Thunderbolt », le chat de compagnie (tigré gris) d'Alexa à Melbourne (saison 1)
- Zeppelin : Chowder, le chat de compagnie (tigré roux) d'Alexa à Auckland (saisons 2 et 3)
- Laura Daniel (en) : Isla (saison 2)

### Invités notables
- Lindsay Farris (en) : Dylan Giroux
- Danielle Cormack (VF : Armelle Gallaud) : Nikki Malone
- Don Hany (en) (VF : Lionel Tua) : Roger Sims
- Lisa Hensley (en) : la cheffe Brenda Levine
- Alin Sumarwata (en) (VF : Pascale Mompez) : Morgana Finch
- Mavournee Hazel (en) : Zoe Swan
- Alicia Gardiner (en) : Joanne Argus
- Magda Szubanski (VF : Brigitte Aubry) : Miranda Lee
- Nadine Garner (VF : Sybille Tureau) : Katrina Logan
- Jane Harber (en) (VF : Garance Thénault) : Chloe Angel, une voyante
- William Shatner : Barton Wallwork
- Renée O'Connor : Clarissa Klein[9]
- Madeleine Sami : Lena
- Bruce Hopkins : Tony Danovich

 Source et légende : version française (VF) sur RS Doublage

## Épisodes

### Aperçu de la série
| Saison | Diffuseur  | Nombre d'épisodes | Date de diffusion | Date de diffusion |
| Saison | Diffuseur  | Nombre d'épisodes | Première          | Dernière          |
| ------ | ---------- | ----------------- | ----------------- | ----------------- |
| 1      | Network 10 | 10                | 17 juillet 2019   | 18 septembre 2019 |
| 2      | TVNZ 1     | 10                | 9 août 2021       | 18 octobre 2021   |

### Première saison (2019)
1. L'Appel du devoir (The Boyfriend Experience)
2. Vieilles connaissances (The Locked Room)
3. Du lycra sinon rien (Lividity in Lycra)
4. Une recette presque parfaite (Can't Stand the Heat)
5. Colosse au pied d'argile (Feet of Clay)
6. Et un podcast de plus (Another Bloody Podcast)
7. Souvenirs, souvenirs (Old School)
8. Macabre découverte (Remains to Be Seen)
9. Extra lucide (Fake Empire)
10. Miroir, mon beau miroir (Mirror Mirror)

### Deuxième saison (2021)
Fin octobre 2020, Network 10, TVNZ, Acorn TV et le distributeur DCD Rights renouvellent le contrat pour la diffusion d'une seconde saison de dix épisodes. Celle-ci commence le 9 août 2021 sur TVNZ 1, le 30 août 2021 sur Acorn TV pour les États-Unis et le Royaume-Uni,, et est prévue pour le milieu de l'année 2022 sur Network 10.
1. L'Appel du large (Call of the Wild)
2. Vague mortelle (Oceans Apart)
3. Un meurtre et des paillettes (All That Glitters)
4. Au fil de l'histoire (Look Don't Touch)
5. Les Raisins de la colère (Crushed Dreams)
6. Sommeil fatal (Sleep No More)
7. C'est pour mieux te tromper mon enfant (All the Better to See You)
8. Empire en toc (Hidden Gems)
9. Tourisme extrême (Wild Life)
10. Plaisir et douleur (Pleasure & Pain)

### Troisième saison (2022)
En février 2022, le contrat pour la diffusion d'une troisième saison est annoncé par Acorn TV,.
1. It Takes Two
2. Nothing Concrete
3. Bloodlines
4. The Village
5. Silent Lights
6. Bride to Bee
7. Breaking Bread
8. Gaslight Sonata
9. Staying Mum
10. Rising Angel

### Quatrième saison (2024)
Diffusion sur 13e rue fin 2024
1. Coloration mortelle
2. L'amour vache
3. La maison hantée
4. Meurtre en cuisine
5. En pointe
6. La bonne huile
7. Le club des veuves - partie 1
8. Le club des veuves - partie 2